# Im Sande der Arena
Im Sande der Arena ist ein US-amerikanischer Stummfilmwestern aus dem Jahr 1924 von Albert S. Rogell mit Fred Thomson in der Hauptrolle. Der Film wurde von Monogram Pictures produziert und von Film Booking Offices of America in den Verleih gebracht.

## Handlung
Dave Marshall kämpft gegen Luke Severn, als er ihn dabei erwischt, wie er das schöne weiße Pferd Silver King schlägt. Silver King soll sich seinen Herrn selber wählen und wählt Dave. Severn verabredet sich mit seiner Bande, um eine Kutsche zu überfallen, in der Don Juan Estrada und seine Tochter Carmelita sitzen. Dave rettet die Situation, indem er alle Banditen mit dem Lasso einfängt und sie an einem Baum aufhängt. Die Pferde der Kutsche laufen davon, aber Dave holt die Kutsche ein, greift die Wagenstange von unten, zieht sich auf den Sitz und hält die außer Kontrolle geratene Kutsche an. Severn verleumdet ihn jedoch, indem er Don Estrada sagt, Dave sei ein Bandit. Dave besucht Carmelita dennoch weiterhin heimlich.
Don Juan und Carmelita kehren nach Mexiko zurück. Sie schreibt Dave, dass sie gezwungen werden soll, Severn zu heiraten. Dave folgt nach, um die Hochzeit zu verhindern, wird jedoch vom wütenden Don Juan ins Gefängnis geworfen. Severn nimmt Silver King, schlägt das Pferd und schickt es schließlich in die Stierkampfarena. Dave gelingt die Flucht und rennt durch die Straßen. Er entkommt den mexikanischen Soldaten, indem er über Dächer klettert, von einem zum anderen springt und schließlich in der Arena landet, gerade als Silver King von einem Stier attackiert wird. Dave packt den wütenden Stier bei den Hörnern, springt auf und reitet das Tier. Das Publikum ist außer sich vor Begeisterung. Nachdem ein Sheriff aus den Vereinigten Staaten mit einem Haftbefehl eintrifft, der Severn beschuldigt, der Anführer einer Banditenbande zu sein, stimmt Don Juan Daves Heirat mit Carmelita zu.

## Veröffentlichung
Die Premiere des Films fand am 26. Oktober 1924 statt. 1925 kam er im Deutschen Reich und in Österreich in die Kinos. In Österreich lief er auch unter dem Titel Sein schwerster Kampf.

## Kritiken
C. S. Sewell zeigte sich in der Movie Picture World begeistert über die Action, die Stunts und den Humor. Zwar wurde bei aller Schlagkraft und Action manchmal Konsistenz und Wahrscheinlichkeit geopfert, aber die Geschichte entwickele sich so schnell, dass dies für den durchschnittlichen Fan, der keine Zeit finden wird, sie zu analysieren, keine Abschwächung darstelle. Es gebe gute komödiantische Momente, jede Menge menschliche Aspekte, eine farbenfrohe Romanze.
Hans J. Wollstein vom TV Guide sah einen aufpolierten Stummfilmwestern mit einem galanten, schneidigen, gutaussehenden Fred Thomson.